# Stade Joseph Marien
 (mai 2021).
Si vous disposez d'ouvrages ou d'articles de référence ou si vous connaissez des sites web de qualité traitant du thème abordé ici, merci de compléter l'article en donnant les références utiles à sa vérifiabilité et en les liant à la section « Notes et références ».
Le stade Joseph Marien (en néerlandais : Joseph Marienstadion) est un stade omnisports belge (servant principalement pour le football) situé à Forest, Bruxelles. Il accueille les rencontres de la Royale Union saint-gilloise.

## Historique des stades de l'Union saint-gilloise
- 1895-1898 : « plaine du Sud » actuellement « place Maurice Van Meenen »  à Saint-Gilles,
- 1898-1900 : « vélodrome de Longchamps » près du bois de la Cambre à Bruxelles-Ville,
- 1900-1901 : « rue Verte » à l'actuelle rue Marconi à Uccle,
- 1901-1908 : « rue du Kersberg » actuellement rue Alphonse Asselbergs à Uccle,
- 1908-1919 : « rue de Forest »  actuellement rue Joseph Bens à Uccle,
- 1919-1933 : « stade du Parc Duden » à la chaussée de Bruxelles 223 à Forest,
- 1933-2016 : « stade Joseph Marien » à la chaussée de Bruxelles 223 à Forest (version actuelle),
- 2016-2018 : « stade Roi Baudouin » pendant la rénovation du stade Joseph Marien,
- depuis 2018 : « stade Joseph Marien » à la chaussée de Bruxelles 223 à Forest.

## Construction du stade (1919)
À l’étroit dans ses installations de la rue de Forest, l’Union envisage un nouveau déménagement. En 1914, un accord est conclu avec la Donation royale qui consent à donner en location, aux dirigeants unionistes, un terrain de deux hectares et demi. Cédé à l'état inculte pour une période de 30 ans, il est convenu que toutes les installations qui y seront édifiées reviendront, à la fin du bail, de plein droit en toute propriété et sans indemnité à l'Administration propriétaire. 
Un premier projet de tribune sera soumis à la Donation royale mais ce dernier ne verra jamais le jour du fait du déclenchement de la Première Guerre mondiale. Les difficultés liées au conflit mondial n’empêchent cependant pas les premiers travaux de commencer, début 1915. 
C'est le 14 septembre 1919 qu'aura finalement lieu l'inauguration des nouvelles installations de l'Union.
Voici l'introduction de l'article paru dans La Vie Sportive du 14 septembre 1919 concernant l'inauguration du nouveau stade de l'Union. Ces quelques lignes permettent de se rendre compte de la puissance du club saint-gillois à la sortie de la Grande guerre :
« La cérémonie de l'inauguration du nouveau stade de l'Union saint-gilloise marquera dans les annales du sport en Belgique. Elle consacre, en effet, l'étonnante vitalité d'un groupement qui, parti de rien, s'est élevé par ses propres forces, sa propre volonté et son inlassable énergie, jusqu'au point culminant, à telle enseigne que lorsqu'on fait allusion au football belge, c'est immédiatement vers l'Union saint-gilloise que se reporte la pensée, tant l'Union est arrivée à personnifier ce sport populaire chez nous. »
Pour inaugurer le stade, un grand match de gala contre le Milan Club (l'actuel AC Milan) est organisé par la Direction unioniste. Des démonstrations de gymnastique suivies d'épreuves d'athlétisme sont présentées au public en prélude au match inaugural.

## Stade actuel (1926)

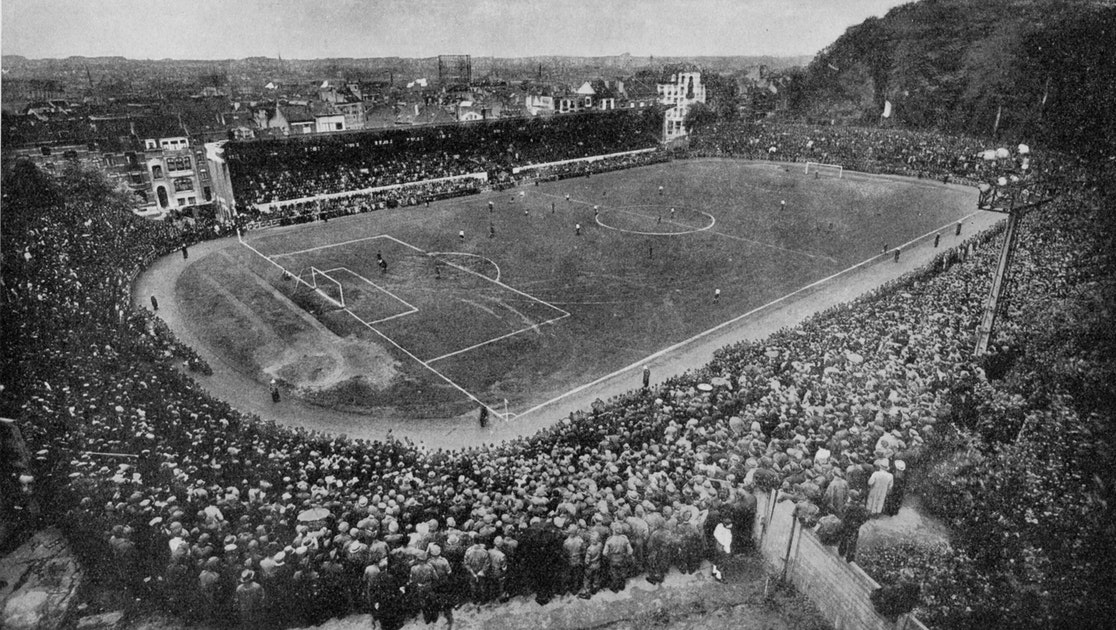
Le stade dans les années 1930.

En mars 1921, le Conseil général de l’Union évoque l’agrandissement du stade. Huit mois plus tard, sur proposition de Joseph Marien, la Commission spéciale chargée des « projets », à peine mise en place, désigne l’architecte Albert Callewaert.
Les dirigeants unionistes veulent aller au plus vite - ils souhaitent l’inauguration pour le mois d'août 1923 – afin d'amortir sur une plus longue durée (bail de 30 ans) les 600.000 francs nécessaires aux nouvelles installations. La demande en ce sens à peine envoyée à l'Administrateur délégué de la Donation royale, le Conseil est obligé de suspendre momentanément les travaux au parc Duden, en raison d’une menace d’expropriation pour la construction du nouvel hôtel communal de Forest.
Sous l’impulsion de M. Seeldrayers, président de l’Union belge, la résistance s’organise et devant la pression grandissante, Léon Wielemans, échevin des Travaux publics, abandonne définitivement, en septembre 1923, ses vues sur le parc Duden : plus rien ne s’oppose à la reprise des travaux.
Le 13 avril 1926, le Conseil décide, à l’unanimité, le début immédiat des travaux et les confie à l’entrepreneur Gillion. Le 19 avril, lendemain du match Union-Daring, les démolitions et fondations sont entamées. La première pierre est posée le 3 mai et les travaux sont terminés le 25 août 1926 : un véritable tour de force, surtout pour le montage de la construction métallique, réalisé en moins d’un mois.
L’inauguration des nouvelles installations a lieu le 29 août 1926, en présence de nombreuses personnalités et du prince Charles.
Le bâtiment qui abrite la tribune, les bureaux et lieux d’accueil est surtout remarquable pour sa façade de style « Art déco ».
La façade, longue de 101,40 m est agrémentée de sept panneaux sculptés, représentant les deux disciplines qui firent la renommée du club saint-gillois, à savoir : l’athlétisme et le football.
C’est à Oscar De Clerck que nous devons ces superbes réalisations expressionnistes, exécutées en 1926, à l’apogée du mouvement Art déco. De Clerck est, avec Floris Jespers, un des premiers sculpteurs modernistes innovateurs en Belgique. La « sculpture architecturale » est l’une de ses forces. Il atteindra sa maturité sculpturale avec ses travaux pour les pavillons des Expositions internationales de Philadelphie, de New York et Boston.
La façade est reprise dans la liste des monuments classés de Forest et bénéficie à ce titre d’une protection contre la destruction.

## Galerie

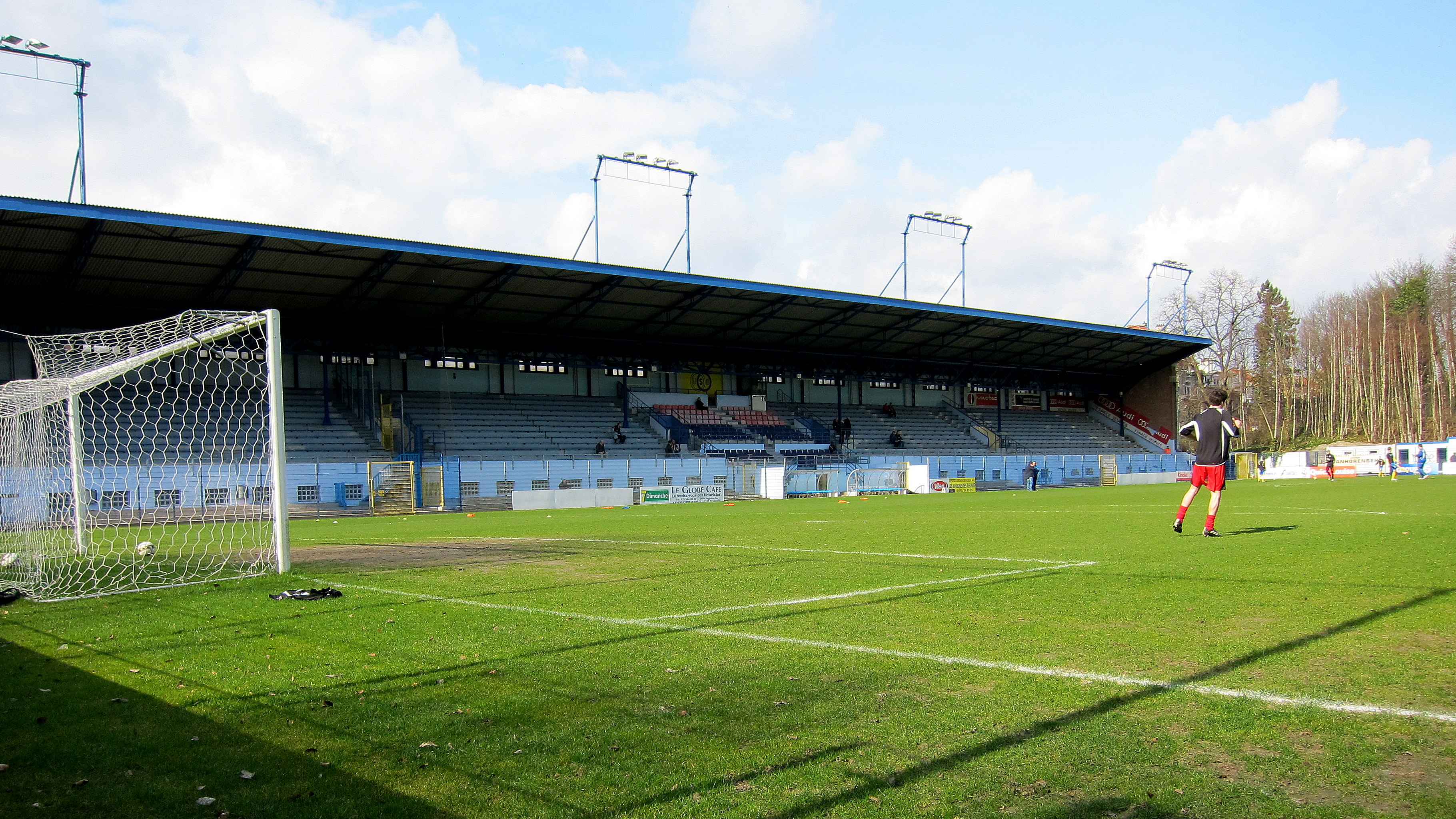
Tribune principale
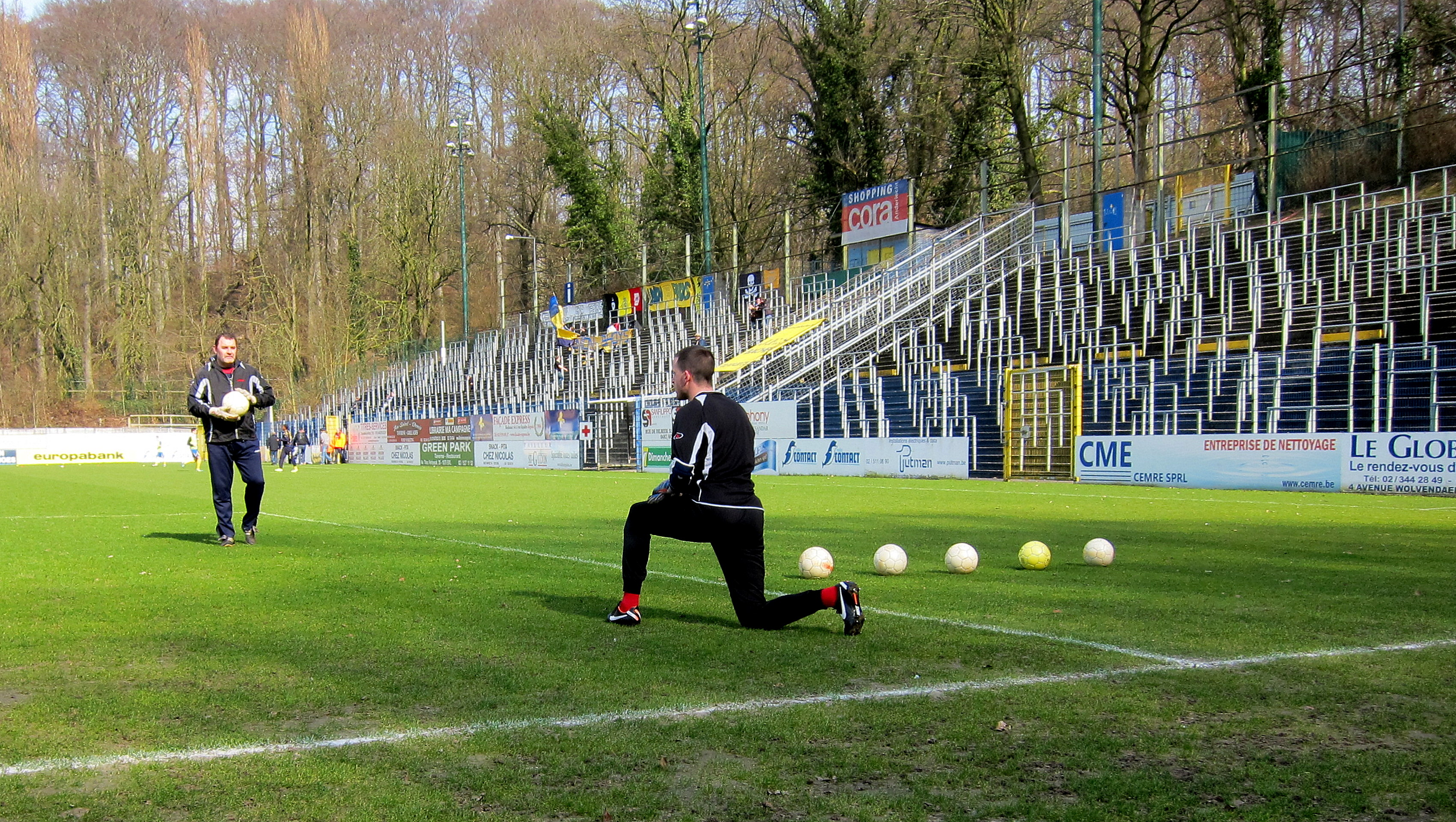
Tribune debout
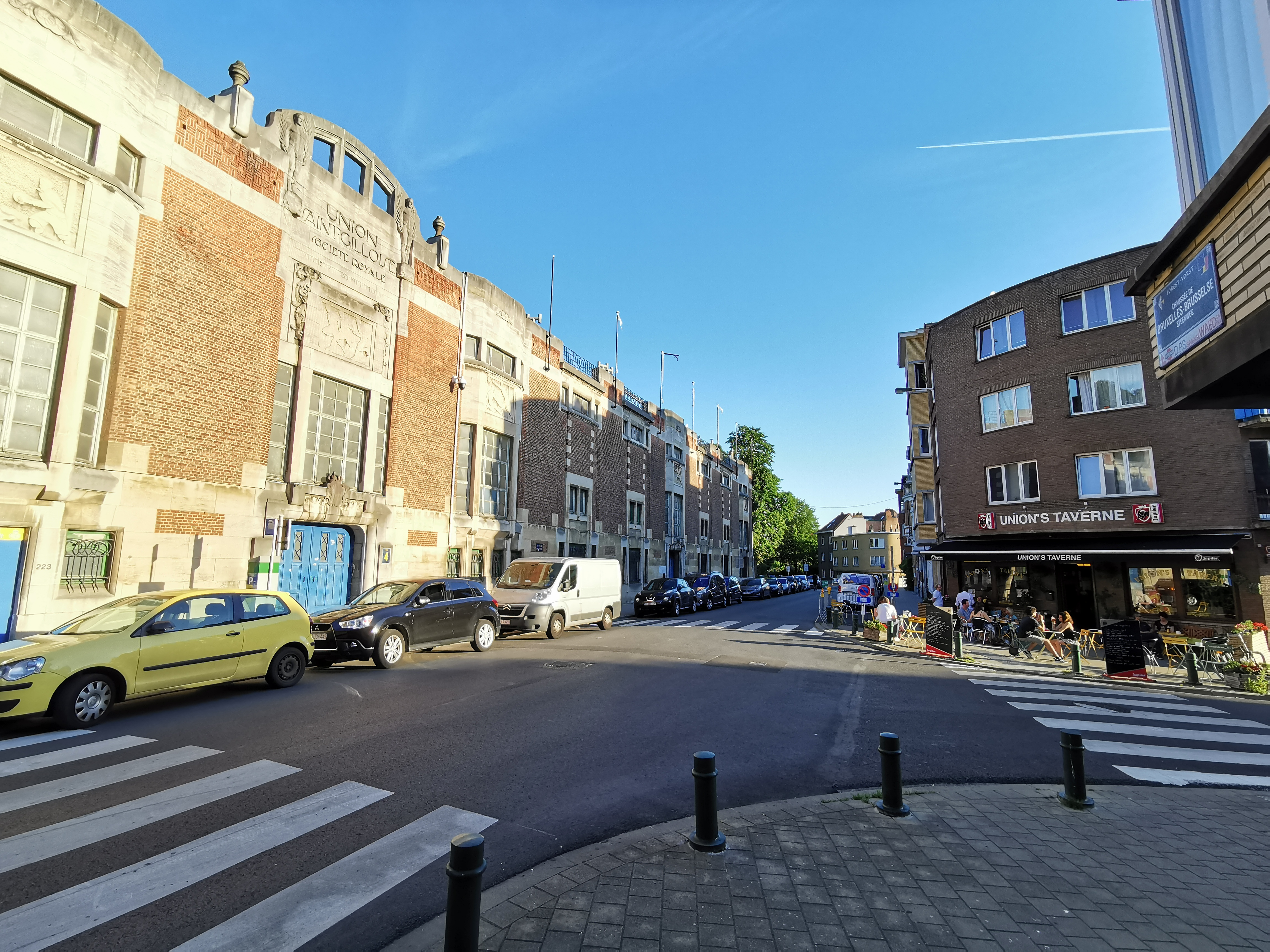
Le stade et la chaussée de Bruxelles,dans le Parc Duden à Forest.
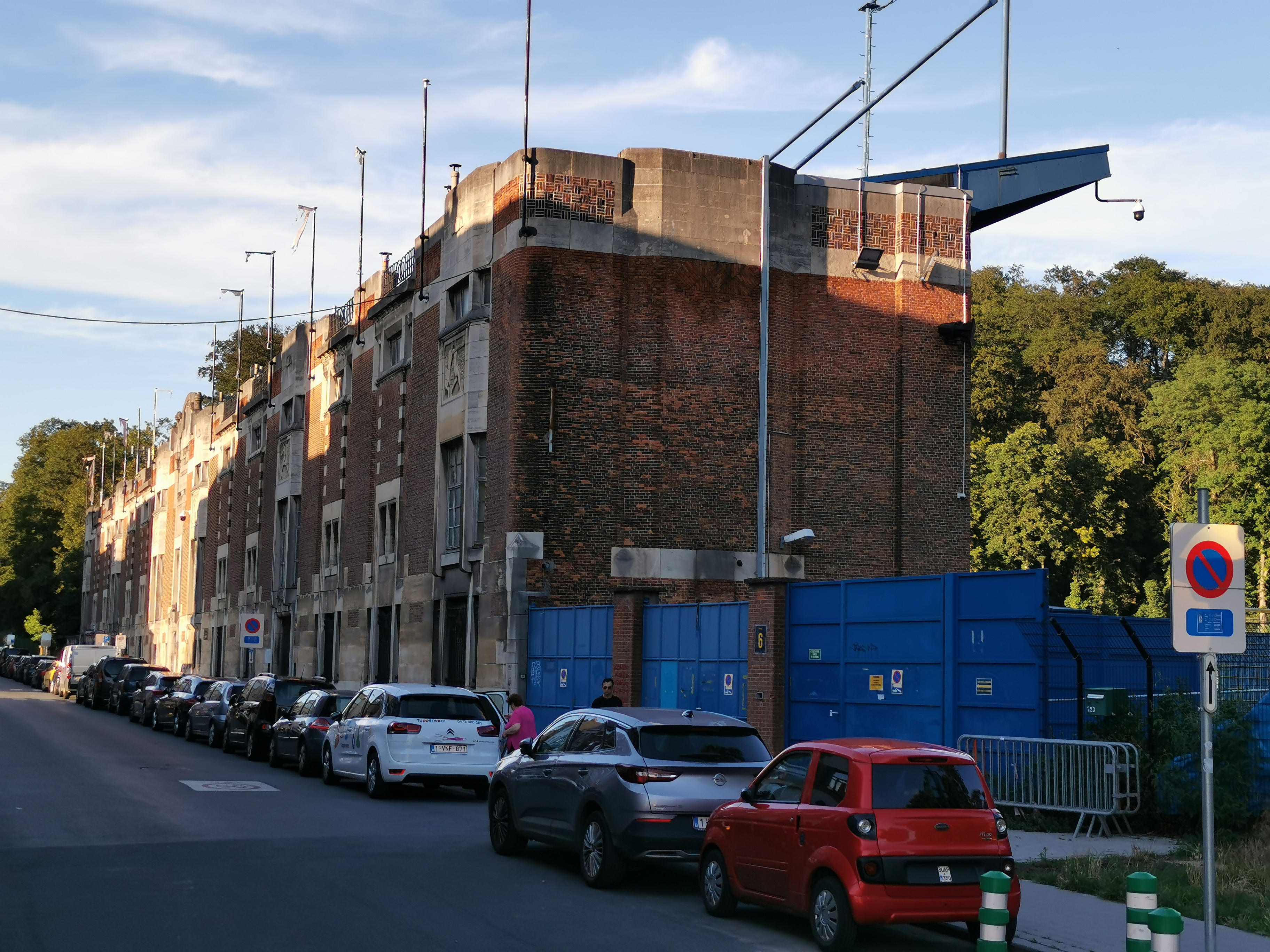
La tribune principale du stade.